# Julia Mantel

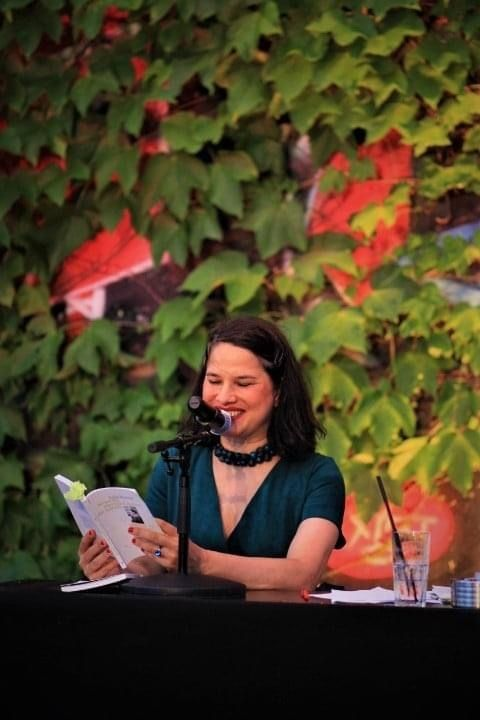
Julia Mantel bei einer Lesung

Julia Mantel (* 1974 in Frankfurt am Main) ist eine deutsche Lyrikerin.

## Leben
Julia Mantel studierte Angewandte Kulturwissenschaften in Lüneburg und nahm an der Textwerkstatt bei Kurt Drawert im Darmstädter Zentrum für Junge Literatur teil. Sie absolvierte zahlreiche Praktika, u. a. beim Magazin Titanic und in der subkulturellen, gegenkulturellen Szene (beim Musiklabel L’age d’Or und dem Kleinen Fernsehspiel / ZDF). 
2005 gründet sie das Konzeptlabel „Unvermittelbar“. Anschließend veröffentlichte sie in diversen Anthologien und publizierte eigene Lyrikbände: „new poems“ (2008), „dreh mich nicht um“ (2011), „Der Bäcker gibt mir das Brot auch so“ (2018). Julia Mantel findet Erwähnung in Wolfgang Herrndorfs Buch Diesseits des Van-Allen-Gürtels und in Rainald Goetz` "Jahrzehnt der schönen Frauen", erschienen im Merve-Verlag. 2021 erschien ihr Gedichtband „Wenn Du eigentlich denkst, die Karibik steht Dir zu“ bei Edition Faust. Einige ihrer Gedichte wurden als animierte Lyrik-Video-Clips veröffentlicht.
Sie ist Gründungsmitglied des Frankfurter Dichterkollektivs Salon Fluchtentier.
Julia Mantel lebt als Lyrikerin, Strickkünstlerin und Sprecherin in Frankfurt am Main. Seit 2020 ist sie die stellvertretende Vorsitzende des Hessischen Schriftstellerverbandes (VS). Seit 2023 ist sie Mitglied von PEN-Berlin. 

## Veröffentlichungen (Auswahl)
- 2008 New Poems, Verlag im Proberaum 3, Klingenberg
- 2011 dreh mich nicht um. Gedichte. Mit Illustrationen von Petrus Akkordeon und einem Vorwort von Jörg Sundermeier, Fixpoetry-Verlag, Hamburg
- 2018 Der Bäcker gibt mir das Brot auch so. Gedichte. Mit einem Nachwort von Martin Wimmer, Edition Faust, Frankfurt am Main
- 2021 Wenn Du eigentlich denkst, die Karibik steht Dir zu. Gedichte. Mit einem Nachwort von Alexandru Bulucz, Edition Faust, Frankfurt am Main
- 2022 Kunstkatalog EASYMAGIC123,  Julia Jansen, Bettina Sellmann, Julia Mantel: Malerei, Handstrick & Lyrik, Edition Faust, ISBN 978-3-949774-11-9[7]
- 2023, HORCHDOCHLORCH, Gedichte & Photos, Projekts Land-in-Sicht-Stipendium des Hessischen Literaturrats e.V.[8]
- 2024 “Autobiographie einer Bisswunde”, Gedichte, erschienen in der SPATZEN-REIHE,  Verlag: Edition Michael Kellner ISBN 3-933444-64-0[9]
- Ihre Gedichte erscheinen regelmäßig auf den Internet-Portalen www.textor.online und www.palais-fluxx.de

## Stipendien und Auszeichnungen
- Projekt- und Brückenstipendium der Hessischen Kulturstiftung (2020/2021)
- Sonderstipendium „Ausgefallen“ des Deutschen Literaturfonds (2022)
- 2022 Das Gedicht „kriftel/ts an weihnachten, (ohne) grau(en)“ wird für den 
Bundeswettbewerb „lyrix“/ Deutschlandradio 
als Schreibaufgabe für junge Nachwuchslyrikerinnen ausgewählt.
- 2023 Land-in-Sicht-Stipendium vom Hessischen Literaturrat e. V. 
inklusive einer zweimonatigen Schreibresidenz in Lorch/Rheingau.